# Conquista Tang dei turchi occidentali
La conquista Tang dei turchi occidentali, conosciuta come Tujue occidentale nelle fonti cinesi, fu una campagna militare avvenuta nel 655-657 e guidata dai generali fedeli alla dinastia Tang Su Dingfang e Cheng Zhijie contro il khaganato turco occidentale, governato da Ashina Helu. Le campagne Tang contro i turchi occidentali iniziarono nel 640 con l'annessione dell'oasi del bacino del Tarim, Gaochang, un alleato dei turchi occidentali. Molti degli abitanti delle oasi erano stati un tempo vassalli della dinastia Tang, ma essi decisero di giurare la propria fedeltà ai turchi occidentali quando iniziarono a temere le ambizioni militari espansionistiche dei Tang. Le vincenti operazioni condotte dai Tang nell'Asia centrale proseguirono con la conquista di Karasahr nel 644 e di Kucha nel 648. Cheng Zhijie comandò la prima incursione contro i Tujue occidentali, e nel 657 Su Dingfang comandò l'esercito principale inviato contro i turchi occidentali, mentre i generali turchi Ashina Mishe e Ashina Buzhen guidavano i contingenti laterali. Inoltre, le truppe Tang poterono contare sulla cavalleria fornita dagli uiguri, una tribù che era stata alleata dei Tang sin dal loro sostegno alla rivolta condotta contro gli Xueyantuo. L'esercito di Su Dingfang sconfisse Helu nella battaglia del fiume Irtyš.
La vittoria rafforzò il controllo Tang in Xiyu, l'attuale Xinjiang moderno, e fece confluire le regioni precedentemente governate dal khaganato nell'impero Tang. I qaghan (il titolo turco che sta per sovrano) fantocci, così come le guarnigioni militari, giunsero nella zona per amministrare le terre appena acquisite. La dinastia Tang raggiunse la sua massima estensione territoriale e i suoi confini occidentali lambirono quelli del califfato omayyade. Successivamente, le rivolte turche posero fine all'egemonia Tang oltre i monti del Pamir nel moderno Tagikistan e in Afghanistan, ma una presenza militare Tang rimase in Zungaria e nel bacino del Tarim. L'Asia centrale assorbì le influenze culturali turche a seguito del conflitto, ma fu lo stesso anche per le influenze artistiche e politiche della dinastia Tang. Molti dei generali e dei soldati Tang di stanza nella regione erano etnicamente turchi, e la prevalenza delle lingue indoeuropee in Asia centrale diminuì con l'accelerazione della migrazione turca. Nei secoli successivi i turchi, i tibetani e i Tang si contesero il controllo sull’Asia centrale.

## Contesto storico

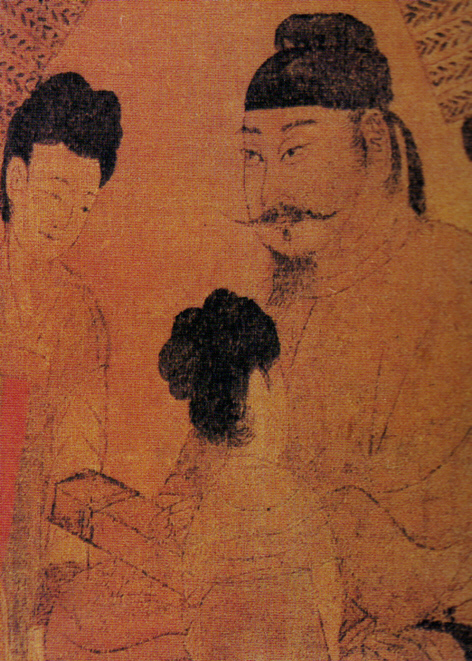
Le campagne dell'imperatore Taizong contro le oasi portarono il bacino del Tarim sotto il controllo della dinastia Tang

Cartina delle campagne di Taizong contro le oasi del bacino del Tarim, alleate dei turchi occidentali

L'impero della dinastia Tang (al potere dal 618 al 907), subentrata ai Sui, era una dinastia cosmopolita che governò la Cina in una delle fasi storiche in cui essa fu più estesa in assoluto. Le incursioni dei nomadi kitai e dei turchi rappresentarono una minaccia per il dominio Tang, e i governanti Tang risposero applicando le tattiche del divide et impera, della guerra per procura, dell'imposizione di tributi volti a finanziare guerre e con la combinazione di matrimoni.
Le ostilità tra i Tang e i turchi occidentali ebbero luogo sin dall'insediamento al potere della dinastia. L'imperatore Gao Zu, il primo della dinastia Tang, favorì l'assassinio di un qaghan turco occidentale il 2 novembre 619. Al fine di affrontare la minaccia costituita dai khaganati turchi occidentali e orientali, il successore di Gao Zu, Tai Zong, strinse stretti rapporti con i turchi occidentali contro quelli orientali, adottando una politica di alleanza «con coloro che [era]no lontani per combattere coloro che si trova[va]no vicini».
L'espansione verso ovest della dinastia Tang iniziò in concomitanza delle guerre scatenate contro i turchi orientali (Tujue orientale nelle fonti cinesi). Approfittando della discordia politica nel khaganato turco orientale, Tai Zong annesse il territorio dei turchi orientali nel 629, dando inizio a un periodo di dominio che sarebbe durato per il successivo cinquantennio. I nomadi furono scacciati dalla regione dell'altopiano dell'Ordos e della Mongolia meridionale e Tai Zong divenne gran khan sulle tribù sconfitte, le quali si arresero e si sottomisero al dominio Tang.

### Battaglie nel bacino del Tarim

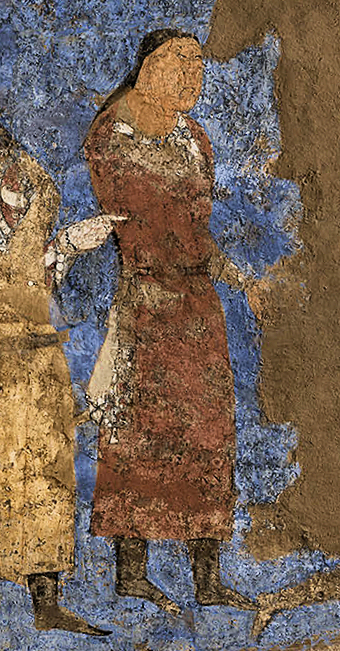
Ufficiale turco occidentale alla corte del re Varkhuman a Samarcanda. Il murale di Afrasiab fu probabilmente dipinto tra il 648 e il 651 d.C.

Molti abitanti delle oasi nel bacino del Tarim decisero di giurare la propria fedeltà ai turchi occidentali, distaccandosi dalla dinastia Tang. Le oasi di Kashgar e Khotan si arresero ai cinesi nel 632, così come il regno di Yarkant nel 635. Le campagne militari Tang si espansero più a ovest contro i restanti regni del bacino del Tarim nello Xinjiang meridionale a partire dal 640. Il re di Gaochang rifiutò di sottomettersi alla dinastia Tang e divenire suo vassallo. Nel 638, l'imperatore Tai Zong ordinò una spedizione guidata dal generale Hou Junji per invadere l'oasi di Gaochang. Le truppe Tang arrivarono nel 640 e annessero la regione. Un esercito turco occidentale, inviato a sostenere Gaochang, si ritirò mentre le forze Tang si avvicinavano.
Il vicino regno di Karasahr divenne diffidente nei confronti delle truppe cinesi di stanza a Gaochang, in quel momento sotto il dominio Tang. Si rifiutò di inviare tributi alla corte Tang e formò un'alleanza con i turchi occidentali. Una campagna Tang guidata dal comandante Guoxiao Ke conquistò il regno nel 644 e installò come sovrano un fedelissimo a Tang. L'assistenza militare fornita dai turchi occidentali non riuscì a scoraggiare le forze Tang. Con il sostegno dei turchi occidentali, il sovrano fantoccio fu successivamente deposto e un'altra incursione militare, guidata dal generale Tang Ashina She'er, un membro della famiglia reale turca degli Ashina, ebbe inizio nel 648 con l'obiettivo di ristabilire il controllo Tang.
Dopo aver conquistato Karasahr, She'er condusse le sue forze nel regno di Kucha. L'esercito di quest'ultima località, composto da 50 000 soldati, non riuscì a contrastare She'er e perse la contesa. Il re di Kucha fuggì con i suoi soldati nel regno di Aksu. Dopo un assedio trascinatosi per quaranta giorni, il re fu catturato e le forze di Kucha si arresero il 19 gennaio 649. Le guarnigioni militari dei Tang furono installate nella regione per amministrare le oasi annesse. Queste sentinelle, conosciute come le Quattro guarnigioni di Anxi, erano situate a Kucha, Kashgar, Khotan e Karasahr.

## Campagna

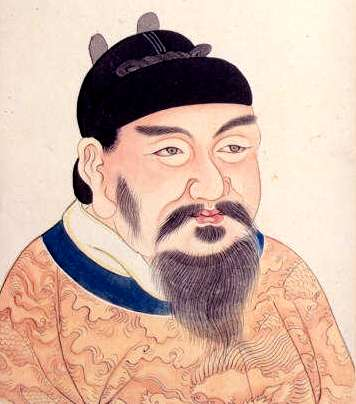
Un ritratto dell'imperatore Gao Zong di Tang del XVIII secolo. Gao Zong autorizzò la campagna guidata da Su Dingfang contro il qaghan turco occidentale Ashina Helu

Ishbara Qaghan (Ashina Helu), un membro della famiglia reale degli Ashina, era in precedenza un generale sotto l'imperatore Tai Zong al comando delle forze Tang nel Gansu. Egli condusse una rivolta contro i Tang e migrò verso ovest, dichiarandosi "Shabulou Qaghan" e sovrano del khaganato turco occidentale. L'ascesa al potere di Helu unificò le tribù turche divise sotto un unico signore.
Dopo essersi affermato come qaghan, Ashina Helu condusse ripetute incursioni negli insediamenti Tang a est. Attaccò anche il bacino del Tarim, portando il territorio sotto il dominio turco per i successivi sei anni. L'imperatore Gao Zong, subentrato a Tai Zong, rispose inviando forze Tang costituite da una divisione principale guidata da Su Dingfang e un'altra agli ordini di Ashina Mishe e Ashina Buzhen, rivali turchi occidentali di Ashina Helu.
Su Dingfang era un comandante dell'Hebei centro-meridionale che, all'inizio della sua carriera come ufficiale, si distinse in positivo per il suo attacco condotto contro l'accampamento militare di Illig Qaghan, qaghan dei turchi orientali. Inoltre, acquisì ulteriore esperienza militare ponendosi a capo di una milizia regionale durante la guerra civile combattuta tra i Sui e i Tang. Grazie a queste operazioni, Su era stato in grado di comprendere in maniera più consapevole la geografia dell'Asia centrale, oltre a conoscere la cultura delle steppe e aver stretto dei contatti con i capi militari della regione. Ciò gli era risultato possibile in quanto egli fu uno dei nove comandanti multietnici invitati dall'imperatore Gao Zong a un evento militare nel 655. Il generale turco Ashina Zhong, cugino di secondo grado di Ashina She'er, fu un altro dei comandanti presenti in quell'occasione.
Le forze di Su Dingfang comprendevano soldati Tang e 10 000 cavalieri uiguri. Queste ultime truppe furono fornite da Porun, figlio del comandante uiguro Tumidu Eltabar e insediato da Tai Zong. Gli uiguri erano alleati della Cina Tang, che aveva sostenuto la loro rivolta contro il regno degli Xueyantuo, una tribù del popolo Tiele. Porun si unì a Su Dingfang come vice comandante della cavalleria uigura nella campagna militare contro i turchi occidentali. A guidare la cavalleria uigura erano il protettore generale e il vice protettore generale di Yanran, funzionari attivi nel protettorato di Yanran e vicini alla guarnigione militare di Tang Xishouxiang.

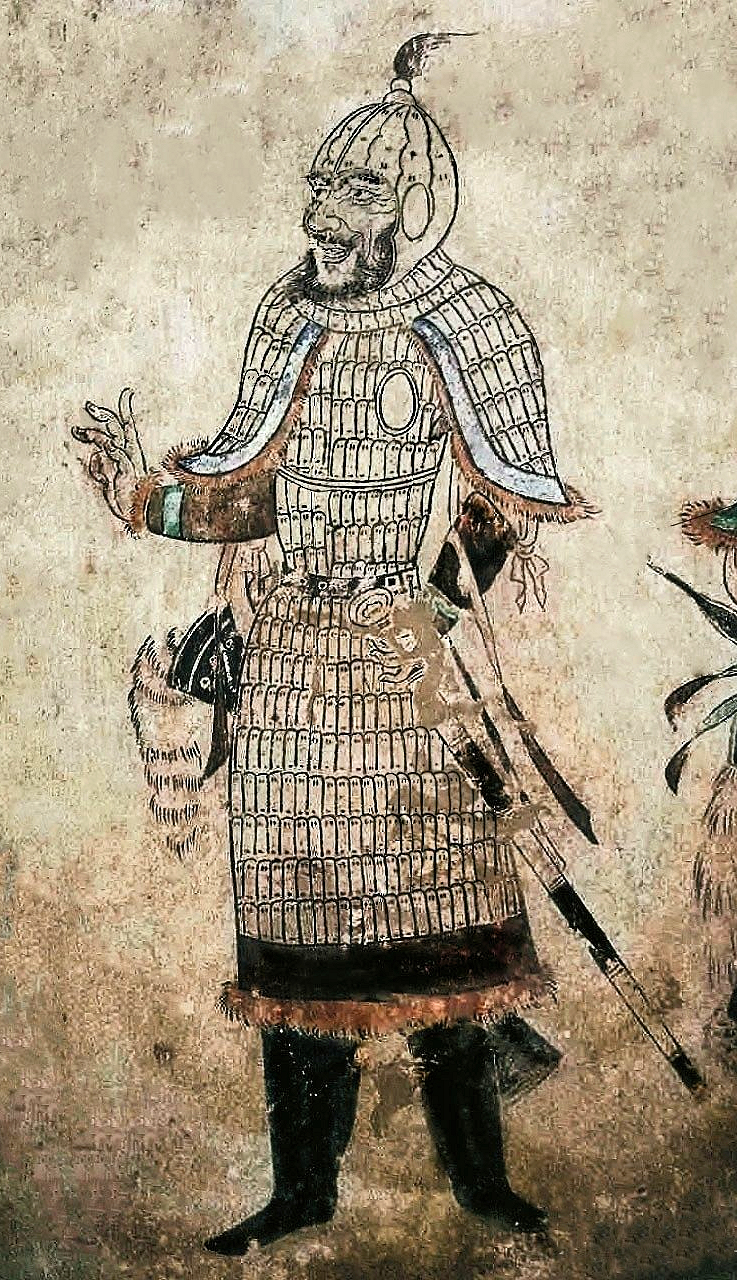
Ufficiale cinese della Guardia d'Onore. Tomba della principessa Chang-le (长乐公主墓), mausoleo Zhao, provincia dello Shaanxi. Tang Zhenguan anno 17, cioè nel 644

L'esercito di Su marciò attraverso le steppe dell'Asia centrale da Ordos, in Mongolia Interna, e fino alla regione dei Monti Altai. Le sue truppe se ne andarono da Ordos a marzo e raggiunsero il Kirghizistan a novembre, compiendo un viaggio di quasi 5 000 chilometri attraverso steppe e deserto. Su evitò di sostare nelle oasi ricche di risorse e lo storico Jonathan Karam Skaff ha ipotizzato che le truppe cinesi potrebbero aver fatto affidamento sul bestiame per il cibo invece che su un treno di rifornimenti, una tattica questa impiegata dai nomadi della steppa. La campagna non si fermò nel corso dell'inverno, nonostante le steppe fossero ricoperte di neve. Descrivendo la dura prova rappresentata dal viaggio, pare che Su Dingfang disse: «La nebbia genera oscurità ovunque. Il vento è gelido. I barbari non credono possiamo compiere una campagna in questa stagione. Affrettiamoci a sorprenderli!».
I comandanti dell'esercito Tang avevano familiarità con la cultura politica degli imperi nomadi. Le alleanze nomadi si formavano attraverso la distribuzione del bottino di guerra e la garanzia della sicurezza delle proprietà tribali, ma si sgretolavano quando i governanti non mantenevano le proprie promesse. I cinesi intuirono che le tribù scarsamente rilevanti dal punto di vista bellico erano vulnerabili e avrebbero facilmente cambiato bandiera, motivo per cui cercarono di sfruttare quest'informazione a loro vantaggio.
Su Dingfang reclutò tribù che potessero fornire assistenza ai Tang, e questi ex vassalli tribali dei turchi occidentali contribuirono concedendo ulteriori soldati. La tribù dei Chumukun offrì il proprio sostegno dopo essere stata sconfitta da Su, mentre la tribù dei Nishu fornì il proprio sostegno dopo che i loro figli e le loro mogli, prima catturate da Helu, tornarono in libertà. Per suggellare l'accordo, i Tang inviarono alcuni doni.
La battaglia decisiva della campagna contro i turchi occidentali fu combattuta lungo il fiume Irtyš, vicino ai monti Altai. Le forze di Helu, composte da 100 000 cavalieri, caddero vittima di un'imboscata compiuta da Su mentre Helu inseguiva le truppe Tang che Su aveva schierato. Helu venne surclassato durante l'attacco a sorpresa di Su e perse la maggior parte dei suoi soldati. Le tribù turche fedeli a Helu si arresero e Helu fuggì a Tashkent, nel moderno Uzbekistan. Pur procedendo nella ritirata, Helu fu catturato il giorno successivo dopo che gli abitanti di Tashkent consegnarono il qaghan ai Tang. Di ritorno verso la capitale Tang, Helu forse scrisse:
Gao Zong ricevette la richiesta di Helu e accettò la sua proposta, nonostante una legge Tang ordinasse l'esecuzione dei generali e dei capi ribelli catturati. In conformità con i rituali del confucianesimo, fu inviato alla tomba di Tai Zong, dove Gao Zong gli risparmiò la vita, e poi al Tempio Ancestrale della capitale, dove il prigioniero fu presentato di nuovo in ossequio agli antichi rituali con cui si celebravano gli eserciti vittoriosi. Helu avvertì di essere stato totalmente privato del suo onore da Tai Zong e si suicidò un anno dopo mentre era ancora in prigionia. Fu sepolto in un tumulo decorato con una stele a ridossò del parco dell'imperatore. La tomba fungeva da trofeo militare, in quanto visibile ai visitatori dell'imperatore che entravano nel parco, a simboleggiare la lealtà del qaghan all'imperatore e le vittorie militari Tang contro i turchi occidentali.

## Conseguenze

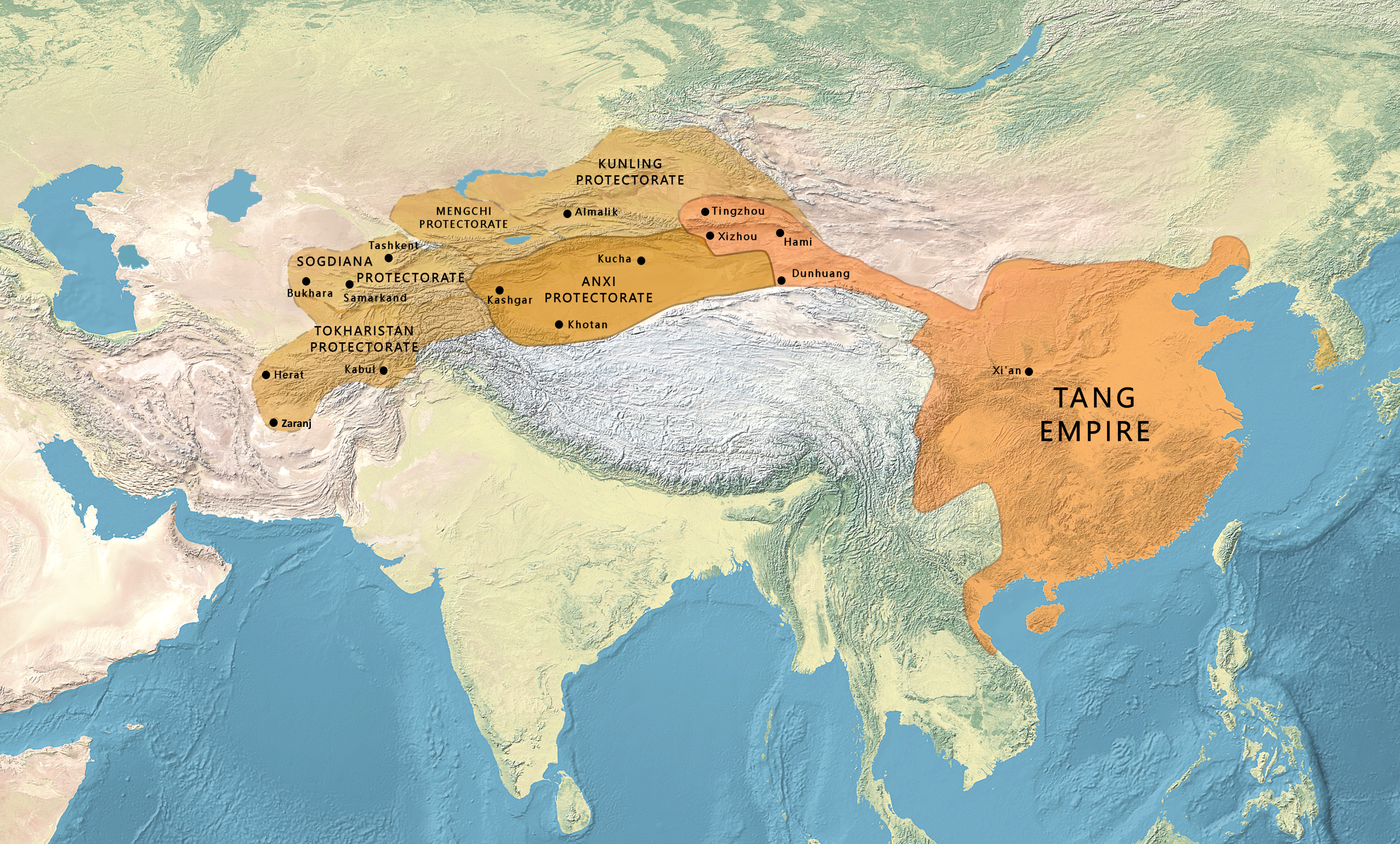
Cartina dell'impero Tang e dei protettorati dell'Asia centrale intorno al 660 d.C. Fu attraverso la conquista dei turchi occidentali che la dinastia Tang riuscì a raggiungere la sua massima estensione, malgrado essa durò per pochi anni.

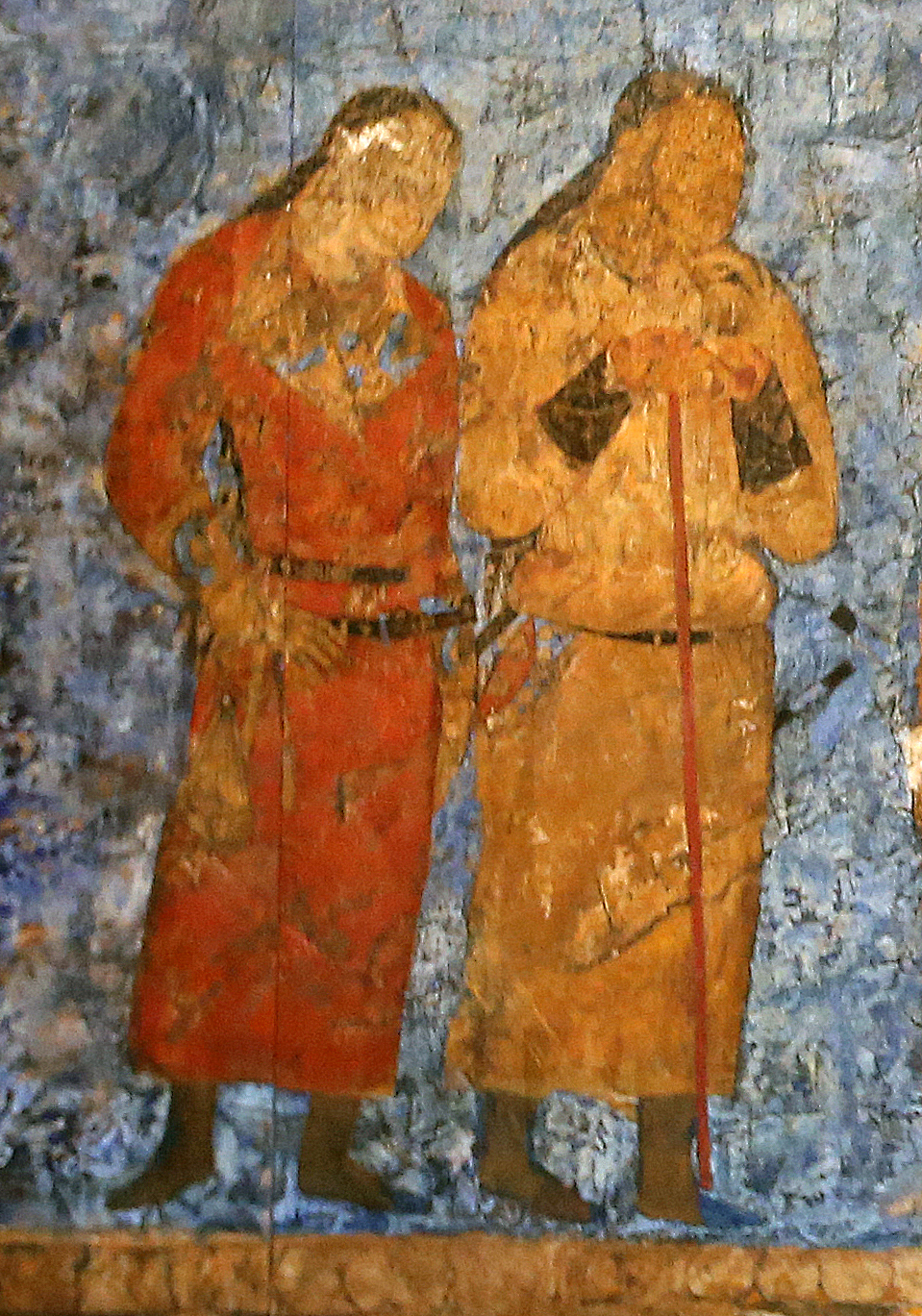
Ufficiali turchi durante un'udienza con il re Varkhuman di Samarcanda. Murale di Afrasiab, 648-651, Samarcanda

La conquista rafforzò il dominio Tang sul moderno Xinjiang, amministrato dal protettorato Anxi, e favorì la sovranità Tang sulle regioni precedentemente controllate dai turchi occidentali. La dissoluzione del khaganato portò la regione dei Monti Altai sotto il controllo dei Tang e le tre tribù Qarluq residenti confluirono in prefetture appena costituite guidate da capi tribù, da allora comandanti in capo in veste dei Tang. Un'altra prefettura, quella di Jinman Bridle, venne istituita per accorpare le tribù Chuyue che vivono nel bacino della Zungaria meridionale. La valle dell'Amu Darya, il bacino del Tarim e l'area oltre i Monti del Pamir, tutte aree anticamente in mano ai turchi occidentali, passarono sotto il controllo dei Tang.
Su continuò la sua carriera come generale militare e in seguito comandò le forze Tang in una guerra contro Baekje nel 660. La dinastia Tang raggiunse la sua massima estensione dopo la conquista del khaganato. Gli abitanti appena sottomessi non divennero cinesizzati come molti degli altri regni e tribù conquistate dai Tang. L'attività militare dei Tang in Asia centrale fece sì che un'ondata di migranti turchi prestasse servizio nell'esercito cinese come soldati e generali, evento che portò alla diffusione delle lingue e delle culture turche. Allo stesso tempo, la prevalenza delle lingue indoeuropee nelle regioni occidentali si rivelò in declino. Anche l'Asia centrale assorbì influenze culturali dalla Cina Tang, come evince dal fatto che l'arte dell'Asia centrale incorporò caratteristiche stilistiche Tang, tra cui lo smalto sancai a tre colori utilizzato nella ceramica. Le monete cinesi rimasero in circolazione nello Xinjiang pure dopo il declino dei Tang. I resti culturali dell'influenza architettonica Tang sono ancora visibili nell'architettura buddista di Dunhuang, al confine tra le regioni occidentali e il corridoio di Hexi.
La vastità delle terre appena conquistate rendeva difficile l'amministrazione tramite le guarnigioni militari Tang. L'imperatore Tang Gaozong nominò due qaghan fantocci per governare sui turchi occidentali, che furono successivamente rovesciati in una ribellione scoppiata nel 662. La rivolta ridusse l'estensione occidentale dei Tang a Beshbalik e alla Zungaria, nello Xinjiang settentrionale, e pose fine al controllo diretto dei Tang sull'Asia centrale oltre le montagne del Pamir, nei moderni Tagikistan e Afghanistan. Frattanto, l'espansione dell'impero tibetano da sud minacciò il controllo della Cina sullo Xinjiang meridionale. Il Tibet invase il bacino del Tarim nel 670, ma le forze Tang riconquistarono l'area nel 693 e Kashgar nel 728, ripristinando il protettorato di Anxi e le quattro guarnigioni. Il conflitto tra il Tibet e i Tang continuò per tutto il periodo in cui rimase al potere la dinastia Tang.
Al momento della sua massima estensione, la Cina dei Tang era entrata in contatto diretto con il nascente califfato omayyade, poiché infatti i confini occidentali della Cina lambivano quelli orientali dei musulmani. Dopo la conquista islamica della Persia sasanide avvenuta nel 651, il califfato iniziò la sua espansione nell'Asia centrale, entrando in contrasto con la sfera di influenza di Tang nella regione. L'inevitabile scontro tra truppe cinesi e arabe avvenne nella battaglia di Aksu del 717 e nella battaglia del Talas del 751. Malgrado vittoriosi nel 717, i cinesi persero contro gli abbasidi nel 751, con l'esercito arabo che catturò gli artigiani cinesi che lavoravano la carta. Un resoconto arabo del conflitto afferma che la battaglia portò all'introduzione della fabbricazione della carta nel mondo islamico. Inoltre, lo scontro consentì dei progressi nella conquista islamica della Transoxiana.

### I qaghan fantocci

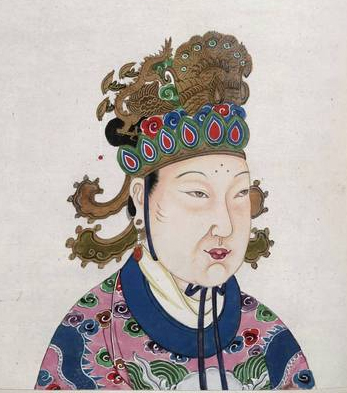
L'imperatrice Wu Zetian inviò Yuanqing e Cosroe a succedere ai loro padri come governanti per procura dei turchi occidentali

L'imperatore Gao Zong installò due qaghan fantocci, i cugini Ashina Buzhen e Ashina Mishe, e controllò la regione tramite di loro. Buzhen e Mishe erano nemici di Helu e avevano aiutato Su Dingfang durante la sua campagna contro Helu e il Khaganato turco occidentale. Gao Zong spartì le dieci tribù della zona tra i due cugini. Buzhen governava metà delle tribù situate a ovest, mentre Mishe governava l'altra metà situata a est.
Il figlio di Buzhen, Cosroe (Khusrau), e il figlio di Mishe, Yuanqing, risiedevano a Chang'an, la capitale dei Tang, mentre i loro padri amministravano il precedente khaganato come qaghan. L'imperatrice Wu Zetian inviò Yuanqing e Cosroe verso ovest nel 685 per succedere ai loro padri come governanti in sua vece.
Nessuno dei due qaghan fu in grado di esercitare con successo il proprio controllo. Le tribù turche resistettero al dominio di Yuanqing, sconfiggendo il qaghan e costringendo Yuanqing a tornare a Chang'an. Kusrau riuscì a portare temporaneamente le tribù occidentali sotto il suo dominio, ma fu sconfitto nel 690 durante un'invasione del secondo khaganato turco e fu costretto anch'egli a fuggire dalla regione con i suoi uomini più fedeli. I successivi tentativi di installare qaghan fantoccio fallirono e il titolo finì per diventare un'onorificenza simbolica alla corte dei Tang.